# Aeródromo Puerto Marín Balmaceda
El Aeródromo Puerto Marín Balmaceda (OACI: SCMA), es un terminal aéreo ubicado junto a la localidad de Puerto Raúl Marín Balmaceda, Provincia de Aysén, Región de Aysén, Chile. Este aeródromo es de carácter público.